# Không đoàn Trinh sát, Giám sát và Tình báo số 655
Không đoàn Tình báo, Giám sát và Trinh sát số 655 (tiếng Anh: 655th Intelligence, Surveillance and Reconnaissance Wing) của Không quân Hoa Kỳ (655 ISRW) là một đơn vị tình báo đóng tại Căn cứ không quân Wright–Patterson, Ohio.

## Các đơn vị
Không đoàn ISRW 655 hiện bao gồm các đơn vị sau:
- Liên đoàn Tình báo, Giám sát và Trinh sát 655 (655 ISRG) (đóng tại Căn cứ Không quân Wright-Patterson, Ohio)
  - Phi đoàn Tình báo số 14 (14 IS) đóng tại Căn cứ không quân Wright-Patterson, Ohio
  - Phi đoàn Tình báo số 16 (16 IS) đóng tại Căn cứ Fort Meade, Maryland
  - Phi đoàn Tình báo số 23 (23 IS) đóng tại Căn cứ Liên quân San Antonio, Texas
  - Phi đoàn Tình báo số 49 (49 IS) đóng tại Căn cứ Không quân Offutt, Nebraska
  - Phi đoàn Tình báo số 64 (64 IS) đóng tại Căn cứ Không quân Wright-Patterson, Ohio
  - Phi đoàn Tình báo số 71 (71 IS) đóng tại Căn cứ Không quân Wright-Patterson, Ohio
  - Phi đoàn Tình báo số 512 (512 IS) đóng tại Fort Meade, Maryland
- Liên đoàn Tình báo, Giám sát và Trinh sát 755 (755 ISRG) (đóng tại Căn cứ Liên quân Langley-Eustis, Virginia)
  - Phi đoàn Tình báo số 28 (28 IS) đóng tại sân bay Hurlburt, Florida)
  - Phi đoàn Tình báo số 38 (38 IS) đóng tại Căn cứ Không quân Beale, California
  - Phi đoàn Tình báo số 42 (42 IS) đóng tại Căn cứ Liên quân Langley-Eustis, Virginia
  - Phi đoàn Tình báo số 50 (50 IS) đóng tại Căn cứ Không quân Beale, California
  - Phi đoàn Tình báo số 63 (63 IS) đóng tại Căn cứ Liên quân Langley-Eustis, Virginia
  - Phi đoàn Tình báo số 718 (718 IS) đóng tại Căn cứ Liên quân Langley-Eustis, Virginia
  - Phi đoàn Tình báo số 820 (820 IS) đóng tại Căn cứ Không quân Offutt, Nebraska